# Robert Nighthawk
Robert Nighthawk, geboren als Robert Lee McCollum (Helena, 30 november 1909 – aldaar, 5 november 1967), was een Amerikaanse bluesmuzikant (gitaar, mondharmonica).

## Biografie
Nighthawk groeide op op een boerderij. Zijn eerste ervaring met de muziek deed hij op toen een vriend hem er in 1923 toe aanmoedigde de mondharmonica te leren bespelen. Toen hij met zijn neef Houston Stackhouse in de jaren 1930 werkte op een boerderij, leerde hij gitaarspelen. Robert, zijn neef en zijn broer traden samen op als bluesband tijdens feesten en partijen.
Enige tijd later verhuisde Nighthawk naar Memphis, waar hij samen met John Lee Hooker optrad in het New Daisy Theater en ook met de Memphis Jug Band. Midden jaren 1930 trok hij verder naar St. Louis, waar hij samenspeelde met Henry Townsend, de ster van het St. Louis-bluescircuit. Hij trad daarbij op onder verschillende namen, zoals B. Robert Lee McCoy, Rambling Bob en Peetie's Boy. Eind jaren 1930 ging hij naar Chicago om zijn eerste soloplaat Prowling Night-Hawk op te nemen, dat een van zijn best verkochte platen zou worden. Vanaf dat moment noemde hij zich definitief Robert Nighthawk. Een waarderingssucces in de r&b-hitparade had hij eind 1949 met Annie Lee. Begin jaren 1950 nam hij ook op voor United Records. Het album Live on Maxwell Street werd in 1989 opgenomen in de Blues Hall of Fame.

## Privéleven
Een van Nighthawks zoons was de drummer Sam Carr (1926-2009), die speelde en opnam met onder anderen Frank Frost.

## Discografie
- 1964: Various Artists And This Is Maxwell Street

- Bibliothèque nationale de France: cb12407931k (data)
- Gemeinsame Normdatei: 118831623
- International Standard Name Identifier: 0000 0000 5511 628X
- Library of Congress Control Number: n88611462
- MusicBrainz: b4060871-2602-48b7-b2d4-855f68b0af3c
- Virtual International Authority File: 56696398
- WorldCat: E39PBJgX8KQ8KFrKdkDQRWJ7HC